# Propithecus verreauxi
Propithecus verreauxi là một loài động vật có vú trong họ Indridae, bộ Linh trưởng. Loài này được A. Grandidier mô tả năm 1867.

## Hình ảnh

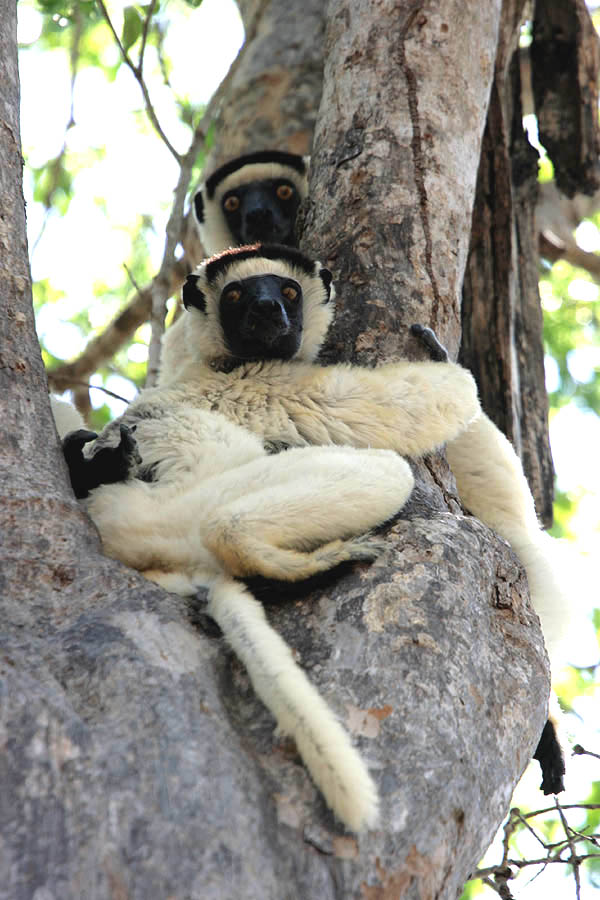
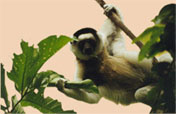
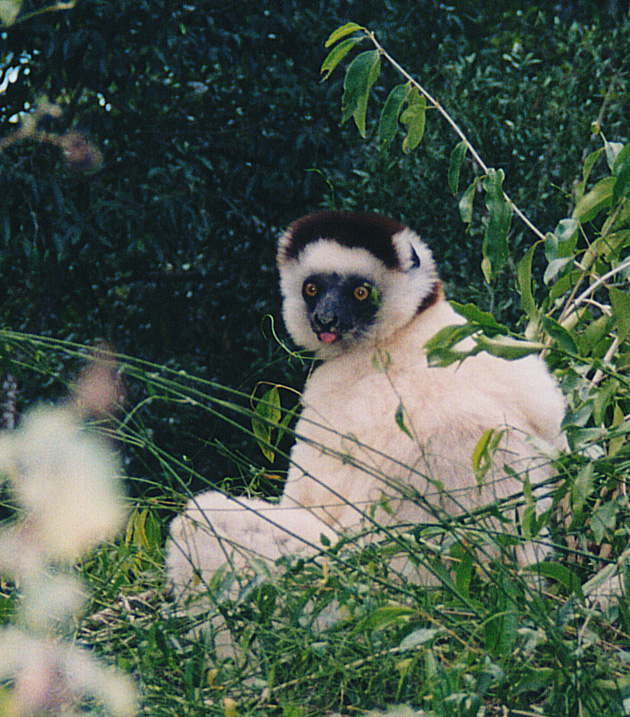

- Tập tin:Baby Verreauxs Sifaka, Isalo National Park (3954121292).jpg